# 右玉县第一中学校

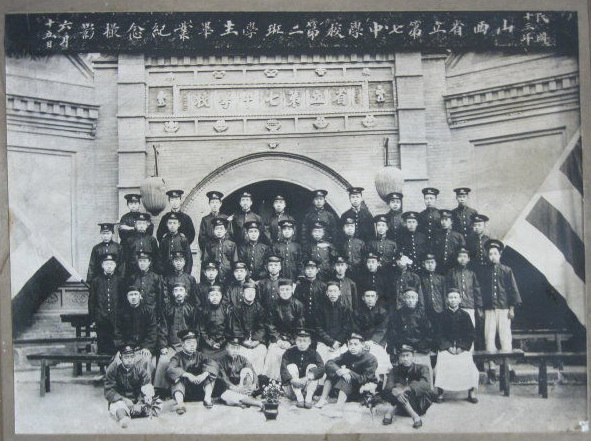
山西省立第七中学校第二班学生毕业纪念摄影，民国十三年六月十五日

右玉县第一中学校，简称右玉一中，也称山西省右玉一中，是山西省右玉县的一所全日制完全中学。现为右玉县唯一的一所高中。
右玉一中前身是建于民国初的玉林书院。后来玉林书院更名为山西省立第七中学校，址设在右玉县旧城内。1970年后，学校分为右玉中学、右玉一中（即今右玉一中）两支。